# Rainer Schönwälder
Rainer Schönwälder (* 29. Februar 1940 in Gelsenkirchen; † 5. Februar 2025) war ein deutscher Fußballspieler. Der Offensivspieler gehörte dem Kreis der Aktiven an, die 1963/64 in der Debütrunde der Fußball-Bundesliga den Ball zum Rollen brachten. Er erzielte für den 1. FC Saarbrücken in 24 Bundesligaeinsätzen elf Tore.

## Sportliche Laufbahn
Mit zehn Jahren kickte Schönwälder bei Schalke 04. In der Saison 1960/61 spielte er bei Eintracht Gelsenkirchen in der 2. Liga West. Unter Trainer Jean Paffrath brachte es der Stürmer in 18 Spielen auf sechs Tore. Mit Mannschaftskollegen wie Karl-Heinz Bente, Willi Kostrewa und Franz-Josef Sarna belegte er mit der Eintracht den 4. Rang. Danach wechselte er in die erstklassige Fußball-Oberliga Südwest zum 1. FC Saarbrücken. In seinem ersten Jahr bei den Schwarz-Blauen, 1961/62, erzielte er an der Seite von Nationalstürmer Heinz Vollmar in 25 Ligaeinsätzen 14 Tore und der 1. FCS erreichte den 3. Rang. Im letzten Jahr der alten erstklassigen Oberliga, 1962/63, erreichte das Team aus der Landeshauptstadt den 5. Rang, wurde dennoch in die neue Bundesliga aufgenommen. Neben Dieter Krafczyk (29 Tore) erzielte er in 27 Einsätzen 13 Tore. 
In der Fußball-Bundesligasaison brachte er es beim Absteiger unter Trainer Helmut Schneider in 24 Spielen auf elf Tore. Damit war er nach Krafczyk (13 Tore) der treffsicherste Angreifer der Saarländer; Werner Rinass folgte mit vier Toren. An vier Spieltagen erzielte Schönwälder jeweils zwei Treffer: Am 7. September 1963 beim 2:2-Heimremis gegen Eintracht Braunschweig, beim Rückrundenstart am 11. Januar 1964 beim sensationellen 3:1-Auswärtserfolg beim späteren Meister 1. FC Köln, beim 4:2-Heimerfolg am 29. Februar gegen den 1. FC Kaiserslautern und am 24. März beim 2:2-Auswärtsremis gegen den Karlsruher SC. Mit den zwei Treffern im Bundesligaspiel am 29. Februar 1964 ist Schönwälder einer von bisher elf Mehrfachtorschützen an ihrem Geburtstag (Stand 4. April 2022) und davon der einzige Geburtstagsmehrfachtorschütze an einem 29. Februar. Kurios: In dem Spiel traf mit dem Spieler Willy Reitgaßl vom 1. FC Kaiserslautern noch ein weiterer Spieler, der ebenfalls an dem seltenen Datum 29. Februar Geburtstag hat. Gemeinsam mit Volker Danner, Werner Hesse, Erich Rohe, Heinz Steinmann, Hans-Dieter Diehl, Werner Rinass, Dieter Krafczyk, Heinz Vollmar und Erich Maas gehörte Schönwälder der Stammformation des 1. FC Saarbrücken an. Nach dem Bundesligaabstieg schloss er sich zur Runde 1964/65 Alemannia Aachen in der zweitklassigen Fußball-Regionalliga West an.
Mit den Schwarz-Gelben vom alten Tivoli-Stadion belegte er hinter Meister und Bundesligaaufsteiger Borussia Mönchengladbach den zweiten Platz. Zum 4:0-Auswärtserfolg am 18. Oktober 1964 bei Viktoria Köln steuerte Schönwälder alle vier Treffer bei. An der Seite der Leistungsträger Christian Breuer, Josef Martinelli, Alfred Glenski, Herbert Gronen, Erwin Hermandung, Heinz-Gerd Klostermann und Branko Zebec erzielte er in 23 Regionalligaeinsätzen 14 Tore. In der Bundesligaaufstiegsrunde lief der Angreifer lediglich am 13. Juni bei der 1:2-Auswärtsniederlage beim FC Bayern München als Rechtsaußen auf. Nach dem gescheiterten Bundesligaaufstieg spielte er 1965/66 eine weitere Runde in der Regionalliga West bei Preußen Münster und erzielte an der Seite von Erwin Kostedde und Klaus Ackermann in 19 Spielen sieben Tore. Zur Runde 1966/67 ging er in die Regionalliga Südwest zu Eintracht Trier, wo er infolge Verletzungen an der Seite von Horst Brand, Wilhelm Haag und Paul Pidancet lediglich sieben Spiele mit einem Torerfolg bestreiten konnte. Nach Trier führte sein sportlicher Weg nach Luxemburg zu Union Luxemburg. Dort wurde er 1967/68 mit 28 Toren in 21 Ligaspielen Torschützenkönig und belegte mit Union den 3. Rang. 1968/69 beim belgischen Verein Patria FC Tongeren kam er auf acht Spiele, in denen er vier Tore erzielte. Schönwälder beendete seine Laufbahn schließlich beim niederländischen Verein Roda Kerkrade.
Nach dem Ende seiner fußballerischen Laufbahn trainierte Rainer Schönwälder die A-Junioren von Alemannia Aachen und Düren 99. Später spielte und trainierte er Tennis. Zuletzt widmete er sich dem Golfspiel.

## Privates
Schönwälder wohnte seit den 1970er Jahren in Düren. Bis zur Rente war er als Pharmareferent tätig.